# Precious Days (竹内まりやのアルバム)
『Precious Days』（プレシャス・デイズ）は、竹内まりやの通算12作目のオリジナル・アルバム。2024年10月23日にワーナーミュージック・ジャパン / MOON RECORDSから発売された。
オリジナル・アルバムとしては2014年9月に発売された『TRAD』以来、実に10年ぶりとなる作品である。

## 背景・リリース
帯コピー：10年を詰め込んで、人生を照らし出す。あなたの心に届く18曲！
タイトルの「Precious Days」は ″かけがえのない日々″ を意味し、当たり前と思って過ごしている一日一日がどれほど尊いものであるか、二度と取り戻せない貴重な日々を大切に味わいながら生きていきたいという竹内の思いが込められている。また、タイトルに″Day″という言葉の付く歌が多く収録されたことにも由来していると述べている。
前作『TRAD』がリリースされ、4年ぶりのライブとなる全国ツアー『souvenir 2014』を行ったあと、実家である出雲の旅館を引き継ぐ話が出され、竹内自身がオーナーとなって、社長業は兄が継ぎ、大々的にリフォームするなど忙しい日々が続いた。2021年に予定されていた7年ぶりの全国アリーナツアーは、新型コロナウイルス感染拡大の影響で中止にせざるを得ず、非常に残念な思いであったが、そのお蔭でアルバム制作に向き合う時間ができたことで、竹内は「アルバム作りってなんて面白いんだろう、スタジオで作業している時間が本当に好きなんだ」と再認識したという。また、アルバム制作は大変ではあるが、自分の想いを歌に乗せて皆さんにお届けできることは、自分にとってやっぱり生き甲斐であるといい、「音楽のおかげで、雑用に追われる日々も愛おしく思えて楽しめる。そんな風に、私にとっては創作とプライベートのバランスがとてもいい10年でした。」と振り返っている。
映画、TVドラマ、アニメーションなどの主題歌やCMソング等に使用された2016年以降のシングル曲のほか、杏里とのコラボレーション・ソングや山下達郎とのデュエットによる洋楽カヴァー、他アーティストへの提供曲のセルフカバー、初音源化となる楽曲も収録し、この10年間の集大成とも言えるバラエティに富んだ作品になっている。オリジナルアルバムとしてはこれまでで最も曲数の多い全18曲が収録されている。
通常盤とデラックス盤があり、通常盤はCDのみ、デラックス盤にはCDの他に「Precious Live Collection」のBlu-rayまたはDVDが付属されている。映像は、2021年に行われた竹内にとって初となる配信ライブ「LIVE Turntable」の模様と、後日未発表映像を加えて配信された「LIVE Turntable Plus」の中から選ばれた16曲に加え、2012年に山中湖を会場に開催された野外イベント「SWEET LOVE SHOWER」にて披露された「元気を出して」が追加収録されている。この映像は「LIVE Turntable Plus」では公開されなかったもので、イベントを主催したスペースシャワーTVの番組でもオンエアされていない初公開・初映像化のレア映像となっている。ちなみにこの曲の演奏には、山下達郎バンドがゲストとして参加している。
当初告知された発売日は10月16日であったが、レーベルの制作都合により10月23日に変更となった。
山下達郎はアルバム『SOFTLY』のレコーディング等自身の仕事の都合上、レコーディングに協力出来る時にだけ参加しているため、一部の楽曲しかアレンジはしていない。またコーラスのみ、ギターのみので参加した作品もある。逆に全くレコーディングに関わっていない楽曲もある。

### ミュージック・テープの裏ジャケット・歌詞カードの誤植
同時発売のカセットテープで、裏ジャケットや付属の歌詞カード2枚に誤植があることが判明した。ワーナーはこの事態を重く見て、送料着払いにて不良品の回収、良品への交換作業を進めている。

## 特典
デラックス盤（CD＋Blu-ray / DVD）、通常盤（CD）、アナログレコード、カセットテープの各初回プレス仕様には外装フィルムの表面にステッカーが貼られており、封入されている″マジックカード″に記載された″シリアルコード″をQRコードまたは専用のウェブサイトから入力して応募すると、抽選でアリーナツアーのチケット（A賞）または、竹内をイメージしたキャラクターを用いた特製アクリルジオラマ（B賞）のいずれかが当たるという特典が用意された。
- A賞：11年ぶりの全国アリーナツアー 大和証券グループ Presents「souvenir2025 mariya takeuchi live」チケット
- B賞：特製「まりやちゃんアクリルジオラマ」〔500名限定・当選者の名前（ローマ字表記）とシリアルナンバーが印字される〕

## プロモーション
本作の発売日である10月23日にTOKYO FMでは、特別企画「TOKYO FM 竹内まりや スペシャルワンデー」が組まれ、竹内は7つの番組「ONE MORNING」「住吉美紀のBlue Ocean」「坂本美雨のディア・フレンズ」「ALL-TIME BEST ～LUNCH TIME POWER MUSIC～」「山崎怜奈の誰かに話したかったこと。」「THE TRAD」「Skyrocket Company」に次々と出演し、プロモーション活動を行った。番組では各パーソナリティとのトークを交え、『Precious Days』の収録曲のほか、過去の楽曲も多数放送された。

## 収録曲
本作品初収録楽曲や既発曲の解説は後述にて詳述している。なお、既発曲に関しては各収録作品もそれぞれ参照のこと。

### 通常盤・デラックス盤共通
| #         | タイトル                                          | 作詞・作曲                                     | 編曲             | 時間  |
| --------- | ------------------------------------------------- | ---------------------------------------------- | ---------------- | ----- |
| 1.        | 「Brighten up your day!」                         | 竹内まりや                                     | 山下達郎         | 4:05  |
| 2.        | 「小さな願い」(2024 New Remix)                    | 竹内まりや                                     | 山下達郎         | 4:24  |
| 3.        | 「ベイビー・マイン」(日本語Ver.)                  | Ned Washington（作詞） Frank Churchill（作曲） | Anders Dannvik   | 3:24  |
| 4.        | 「君の居場所 (Have a Good Time Here)」            | 竹内まりや                                     | 山下達郎         | 3:40  |
| 5.        | 「Smiling Days」(2024 New Remix)                  | 竹内まりや                                     | 山下達郎         | 3:56  |
| 6.        | 「Watching Over You」(Duet with 杏里)             | 竹内まりや（作詞） 林哲司（作曲）              | 林哲司           | 4:58  |
| 7.        | 「遠いまぼろし」                                  | 竹内まりや（作詞） 杉真理（作曲）              | 小泉信彦・杉真理 | 3:23  |
| 8.        | 「Subject:さようなら」                            | 竹内まりや                                     | 鈴木俊介         | 4:37  |
| 9.        | 「夢の果てまで」                                  | 竹内まりや                                     | 増田武史         | 3:57  |
| 10.       | 「TOKYO WOMAN」                                   | BOX                                            | BOX              | 3:37  |
| 11.       | 「旅のつづき」(2024 New Remix)                    | 竹内まりや                                     | 牧戸太郎         | 3:52  |
| 12.       | 「Coffee & Chocolate」                            | 竹内まりや                                     | 山下達郎         | 2:12  |
| 13.       | 「Days of Love」                                  | 竹内まりや（作詞） 山下達郎（作曲）            | 山下達郎         | 3:05  |
| 14.       | 「歌を贈ろう」                                    | 竹内まりや                                     | 山下達郎         | 4:33  |
| 15.       | 「今を生きよう (Seize the Day)」                  | 竹内まりや                                     | 山下達郎         | 3:46  |
| 16.       | 「All I Have To Do Is Dream」(Duet with 山下達郎) | Boudleaux Bryant                               | 山下達郎         | 2:51  |
| 17.       | 「今日の想い」(2024 New Remix)                    | 竹内まりや                                     | 牧戸太郎         | 4:09  |
| 18.       | 「May Each Day」                                  | Morton J. Green, George Wyle                   | 服部隆之         | 3:30  |
| 合計時間: | 合計時間:                                         | 合計時間:                                      | 合計時間:        | 68:07 |

### Precious Live Collection（デラックス盤のみ）
| 全編曲: 山下達郎（M-1を除く。M-1のみ佐橋佳幸）。 |                                                                              |                                 |                                 |      |
| #                                                | タイトル                                                                     | 作詞                            | 作曲                            | 時間 |
| 1.                                               | 「Don't It Make My Brown Eyes Blue ～瞳のささやき」(「LIVE Turn Table」より) | Richard C Leigh                 | Richard C Leigh                 | 3:50 |
| 2.                                               | 「待っているわ」(「LIVE Turn Table」より)                                    | 竹内まりや                      | 竹内まりや                      | 3:50 |
| 3.                                               | 「SEPTEMBER」(「LIVE Turn Table」より)                                       | 松本隆                          | 林哲司                          | 4:34 |
| 4.                                               | 「五線紙」(「LIVE Turn Table」より)                                          | 安部恭弘                        | 松本隆                          | 3:46 |
| 5.                                               | 「The Cruel War ～悲惨な戦争」(「LIVE Turn Table」より)                      | Noel Paul Stookey, Peter Yarrow | Noel Paul Stookey, Peter Yarrow | 3:56 |
| 6.                                               | 「OH NO, OH YES!」(「LIVE Turn Table」より)                                  | 竹内まりや                      | 竹内まりや                      | 5:44 |
| 7.                                               | 「静かな伝説」(「LIVE Turn Table」より)                                      | 竹内まりや                      | 竹内まりや                      | 5:47 |
| 8.                                               | 「幸せのものさし」(「LIVE Turn Table」より)                                  | 竹内まりや                      | 竹内まりや                      | 5:23 |
| 9.                                               | 「All I Have To Do Is Dream」(「LIVE Turn Table」より)                       | Boudleaux Bryant                | Boudleaux Bryant                | 2:49 |
| 10.                                              | 「すてきなヒットソング」(「LIVE Turn Table」より)                            | 竹内まりや                      | 竹内まりや                      | 3:01 |
| 11.                                              | 「家に帰ろう (マイ・スイート・ホーム)」(「LIVE Turn Table Plus」より)        | 竹内まりや                      | 竹内まりや                      | 5:26 |
| 12.                                              | 「元気を出して」(初映像化)                                                   | 竹内まりや                      | 竹内まりや                      | 4:43 |
| 13.                                              | 「みんなひとり」(「LIVE Turn Table Plus」より)                               | 竹内まりや                      | 竹内まりや                      | 4:37 |
| 14.                                              | 「プラスティック・ラブ」(「LIVE Turn Table Plus」より)                       | 竹内まりや                      | 竹内まりや                      | 5:31 |
| 15.                                              | 「駅」(「LIVE Turn Table Plus」より)                                         | 竹内まりや                      | 竹内まりや                      | 5:39 |
| 16.                                              | 「人生の扉」(「LIVE Turn Table Plus」より)                                   | 竹内まりや                      | 竹内まりや                      | 5:49 |
| 17.                                              | 「いのちの歌」(「LIVE Turn Table Plus」より)                                 | 竹内まりや                      | 村松崇継                        | 4:37 |

### 曲解説
1. Brighten up your day!
テレビ朝日系「大下容子 ワイド!スクランブル」テーマソング。この曲を1曲目に配した理由として竹内は、「18曲を並べてみて1曲目には何がいいかと考えた時に、″おはようございます″ というか、″これで幕開けです！″ という景気づけの曲がいいと思ったから[注釈 1]」と述べている。また、大下アナウンサーの明るい笑顔と魅力的な人間性の裏側にはいったいどんな生活があるのだろうと想像しながら作ったデモテープを聞いた大下本人から、「まるで私の事をどこかでこっそり見られているんじゃないと驚き感激しました」とビデオメッセージが届き、光栄の至りだったという。タイトルの意味は「あなたの1日を輝かせよう！」であり、竹内自身への元気づけや、番組視聴者全員への呼びかけでもあるとしている。[10]
2. 小さな願い
映画『あいあい傘』主題歌。竹内は映画の公開前に、映画の元となった舞台劇を観劇し、その中でテキ屋役の宅間孝行 (映画では監督も務めた)が、出来上がったばかりの本曲のメロディーを口笛で吹いて登場するアドリブがあり、その粋な計らいに竹内だけが気づいたのが楽しい思い出だったという。歌詞は限りなく主人公の心情に当てはめて書き、アレンジは往年のバンドサウンド風に仕上げてもらったという。本作に収録されたのは新たにリミックスしたバージョン。[10]
3. ベイビー・マイン
ディズニー映画『ダンボ』日本版エンドソング。1941年版の『ダンボ』が竹内のお気に入りの1本であり、娘と一緒に観るたびに母親の象と息子の間の感動的なシーンで流れる本曲に毎回涙していたといい、主題歌を歌う事が決まった時、母親としてのかつての自分が思い出され、嬉しいような切ないような気持ちになりながら訳詞をしたという。[10]
4. 君の居場所 (Have a Good Time Here)
Netflixシリーズ「ポケモンコンシェルジュ」主題歌。最初に企画書を見た段階で、ここに行きたいと思うほど魅力的なポケモンリゾートの世界にすっかり嵌ってしまい、島の風景に合わせたサンバ調のアレンジに乗って、コダックやピカチュウと共に主人公のハルになったつもりで歌っていると、現実の面倒な事を忘れて何だかとても幸せな気持ちになれるといい、試写会の際には第4話の温かいエピソードで思わず涙してしまったという。[10]
5. Smiling Days
"ベルメゾン"CMソング。今作の中で最も古いレコーディング音源。「何気ない日常の中に隠れている小さな喜び」をテーマに制作された。このテーマは「幸せの探し方」にも共通するもので、変わらない竹内の人生観を反映している気がするという。橋本茂昭によるミックスの新たな2024年バージョン。[10]
6. Watching Over You
杏里とのデュエット・ナンバー。テレビ朝日系金曜ドラマ「和田家の男たち」主題歌。配信時は″Peach & Apricot″名義だった。杏里とはデビューが同期の歌手仲間で、時折電話で近況を報告し合う仲でもあり、コロナ禍の2021年に「いつか一緒に歌おうか？」と冗談交じりに話していたところに主題歌の依頼を受けたが、当時山下達郎はツアー中で時間が取れず、杏里の「悲しみがとまらない」や竹内の「September」を作曲した林哲司を思い出して打診したところ、このコラボレーション企画を快諾してくれたという。歌詞はドラマ上では故人の母親の立場で、相葉雅紀演じる主人公を見守り、エールを送るという内容。[10]
7. 遠いまぼろし
新曲。作曲した杉真理と竹内は大学のアマチュアバンド時代の出会いから50年来の親交があり、今でも良い曲ができるとメールで音源を送ってくれるといい、今回も「バート・バカラックを聴いてたらこんな曲ができたよ」と聴かせてくれたメロディを気に入り、歌詞をつけて自分で歌わせてもらう事にしたが、バカラックというよりはボサノヴァの感じがしたといい、アントニオ・カルロス・ジョビンやジョアン・ジルベルトの名前を取り入れた失恋ソングに仕立てた。また、RCA時代のディレクターの宮田茂樹 (故人)はジョアン・ジルベルトと親しい間柄で、「彼 (宮田)にもこれを聴かせたかったよね」と語り合ったという。[10]
8. Subject:さようなら
松浦亜弥への提供曲のセルフカヴァー。松浦がコーラスで参加している。竹内は日本の若い女性シンガーで一番好きな歌声を挙げるとするなら間違いなく松浦亜弥だと思っており、ミュージカル『本気でオンリーユー』の主役を松浦に依頼したほど。松浦は育児休暇中の為、竹内はダメ元でコーラス参加オファーを打診したところ、松浦は「是非やりたい」と快諾するも子育てで忙しく、スタジオに赴いてとはいかなかったため、自宅で夫の橘慶太のエンジニアリングで1人多重コーラスを録音し、竹内のオファーに応えた。[10]アレンジ担当の鈴木俊介が弾いているエレクトリックシタールは山下達郎から貸与されている。
9. 夢の果てまで
早見沙織への提供曲のセルフカヴァー。早見がコーラスで参加している。竹内は早見に対してシンガーソングライターとしても卓越した持ち主と評しており、どこか『はいからさんが通る』の主人公・紅緒の凛とした姿と重なったという。サビのコーラスは竹内と早見、山下達郎の3人で歌った。また、友人だった伊集院静の名前の由来が、紅緒の許嫁である伊集院忍から来ていた事を、作者の大和和紀の文章で知って驚いたという。[10]
10. TOKYO WOMAN
BOXのカバー。フジテレビ系深夜ドラマ「TOKYO WOMAN」主題歌。BOXとは『Turntable』で多くのビートルズのカバーを共にレコーディングし、本曲を最初に聴いた時からBOXの演奏で歌おうと決めていたという。竹内自身、自分が男性だったなら絶対にバンドをやっていたはずだと思っており、今でもバンドという形式への強い憧れを持ち続けているという。[10]
11. 旅のつづき
映画『最高の人生の見つけ方』主題歌。監督の犬童一心より、「悲しい物語ではあっても、エンディングで鳴る曲は明るい元気なものにしたい」との要望があり、吉永小百合と天海祐希演じる二人の主人公の旅を祝福するような心踊る歌にしようと思い作曲したという。[10]
12. Coffee & Chocolate
"朝日生命"CMソング。デビュー以来、アルバムには必ず″ハチロク″と呼ばれる3連ロッカ・バラードを意識的に入れてきたが、今作は曲数が多かったためか、締め切りが近くなってからそれがない事に気づいた。しかし、書こうとはするけれどイメージが全く浮かんでこないため、ピアノに向かう前にコーヒーを淹れてチョコレートをつまんだりしていたが、ふと山下のラジオ番組でドゥーワップ特集があった事を思い出し、アレンジは山下の多重コーラスを中心に展開する事を決め、最終的に選んだテーマも、目の前にあったコーヒーとチョコレートにしたという。[10]
13. Days of Love
"エアウィーヴ"CMソング。43年ぶりに山下達郎の作曲に竹内の作詞、歌唱というスタイルをとった。山下のギターサウンドが心地よく、″眠り″がキーワードになる寝具のCMならば、優しい夜のひとときを歌にしようと考え、ある日おうし座流星群が降ると言うニュースを聞いてひらめきを得て、大切な人と共に流れ星に幸せを祈るというシーンを思い浮かべて作詞したという、日常の中にあるかけがえのない時間を描いたラブソング。[10]
14. 歌を贈ろう
朝日放送テレビ・テレビ朝日系日曜夜10時連続ドラマ「素晴らしき哉、先生!」主題歌。主演の生田絵梨花がコーラスで参加している。監督の宅間孝行からの「ダメダメでも頑張っている人に、救いを差し伸べ応援する歌にしてほしい」という要望に応え、歌を贈って励ますというテーマで作った。折角だからとレコーディングに生田を誘ったところ快諾され、コーラスを重ねてくれたという。[10]
15. 今を生きよう (Seize the Day)
NHK総合 土曜時代ドラマ「ぬけまいる～女三人伊勢参り」主題歌。竹内がいつも胸に刻んでいる言葉でもあり、歳を重ねるごとに″今″という瞬間を生きる事の大切さに気付く事が多くなり、それをテーマにして書いた歌。コーラスは山下が夏フェスに参加中のため締め切りに間に合わず、札幌で録音したという。[10]
16. All I Have To Do Is Dream
エヴァリー・ブラザースのカバー。山下達郎とのデュエット・ナンバー。1970年に竹内が購入したグレン・キャンベルとボビー・ジェントリー（英語版）のシングル盤で本曲を知ったという。コロナ禍で中止となった2020年のツアーのリハーサルではセットリストに含まれていたため、折角だからそのまま山下達郎のツアーバンドの演奏でレコーディングしようという事になり、一発録りしたテイクに竹内と山下のボーカルをさらに重ねてダブルボーカルにした。[10]
17. 今日の想い
テレビ東京系「ワールドビジネスサテライト(WBS)」エンディングテーマ曲。夜の情報ニュース番組のエンディングとして流れる歌だから、1日を穏やかに締めくくるような曲調と、少しでも明日への希望を感じさせる歌詞にする事を心がけたという。[10]
18. May Each Day
アンディ・ウィリアムスのカバー。10代の頃、NHKで1966年から1969年まで放送されていた『アンディ・ウィリアムス・ショー』を亡き父親と共によく鑑賞しており、ショーの最後にアンディがいつも歌う本曲の歌詞を当時は気にも留めていなかったが、大人になってから意味を知って愛聴曲になった。元々服部克久のアレンジでカバーする事を計画していたが、その矢先に克久が亡くなってしまい、息子である服部隆之がそれを引き継ぐ形でアレンジを実現、まるで克久がスタジオに降りてきたかのようなイントロの響きに感涙にむせんだという。[10]

## 参加ミュージシャン
- 竹内まりや
  - Vocal
  - Background Vocals (#7.9.11)
  - Clap (#10)
- 山下達郎
  - Computer Programming (#1.2.4.5.12.13.14.15)
  - Drum Programming (#1.4.5.12.13.14)
  - Acoustic Guitar (#1.2.5.12-16)
  - Electric Guitar (#1.2.4.5.6.9.11.13.14.15.17)
  - Keyboards (#1.4.5.12.14.15)
  - Percussion (#1-5.12.13.14.15)
  - Glockenspiel (#2)
  - Ukulele (#5.13)
  - Chorus Arrangement (#9)
  - Vocal (#16)
  - Background Vocals (#1-5.9.11.12.14.15)
- 橋本茂昭：Synthesizer Programming (#1.2.4.5.6.9.11.12.13.17)
- 島村英二：Drums (#2.10.15)
- 伊藤広規：Electric Bass (#2.11.15.16)
- 難波弘之
  - Acoustic Piano (#2.4)
  - Organ (#2)
  - Marimba Solo (#4)
- ハルナ：Background Vocals (#2.6.15.16)
- 佐橋佳幸
  - Acoustic Guitar (#3.17)
  - Pedal Steel (#16)
- Andres Dannvik：Computer Programming (#3)
- 牧戸太郎
  - Strings Arrangement & Brass Arrangement (#4)
  - Computer Programming, Drum Programming (#17)
- 今野均：Strings Concert Master (#4.17)
- 二井田ひとみ：Trumpet (#4.11)
- 具志堅創：Trumpet (#4)
- 鍵和田道男、高橋朋史：Trombone (#4)
- 山城純子：Bass Trombone (#4)
- コダック＆ピカチュウ：Voices (#4)
- 宮里陽太
  - Soprano Sax (#5)
  - Alto Sax (#6)
- 杏里：Vocal (#6)
- 林哲司：Electric Guitar, Keyboards & Programming (#6)
- 加藤JOE：Strings Concert Master (#6)
- ENA, 三谷泰弘：Background Vocals (#6.15.16)
- 小泉信彦
  - Keyboards & Programming (#7)
  - Acoustic Piano & Hammond Organ (#10)
- 渡辺格：Gut Guitar & Background Vocals (#7)
- 阿部美緒：Violin (#7)
- 平山織絵：Cello (#7)
- 高橋結子：Percussion & Background Vocals (#7)
- 杉真理
  - Background Vocals (#7.10)
  - Clap (#10)
- 鈴木俊介：Electric Sitar, Acoustic Guitar, Computer Programming (#8)
- 松浦亜弥：Background Vocals (#8)
- 増田武史：Computer Programming, Electric Bass, Electric Guitar, Electric Guitar Solo (#9)
- 室屋光一郎：Strings Concert Master (#9.11.18)
- 早見沙織：Background Vocals (#9)
- 小室和幸：Electric Bass, Clap & Background Vocals (#10)
- 田上正和：Electric Guitar & Clap (#10)
- 飯尾芳史：Tambourine (#10)
- 松尾清憲：Clap & Background Vocals (#10)
- 堀崎翔：Electric Guitar Solo (#11)
- 半田信英：Trombone (#11)
- 鈴木圭：Tenor Sax (#11)
- 生田絵梨花：Background Vocals (#14)
- 中西康晴：Acoustic Piano & Hammond Organ (#15)
- 小笠原拓海：Drums (#16)
- 柴田俊文：Hammond Organ (#16)
- 高桑英世：Flute (#17)
- 庄司さとし：Clarinet (#17)
- Jennifer Lucy Cook：Chorus Arrangement & Background Vocals (#18)
- 山木秀夫：Drums (#18)
- 高水健司：Electric Bass (#18)
- 石成正人：Gut Guitar (#18)
- 野力奏一：Acoustic Piano (#18)
- 朝川朋之：Harp (#18)
- 森川道代、下払桐子：Flute (#18)
- 最上峰行：Oboe (#18)
- 高子由佳：Clarinet (#18)

## souvenir edition
『Precious Days [souvenir edition]』（プレシャス デイズ スーベニール エディション）は、2025年4月2日に発売された竹内まりや通算12枚目のオリジナル・アルバム『Precious Days』と、ライブ音源を収録した計2枚組のCD。発売元はワーナーミュージック・ジャパン / MOON RECORDS。規格品番: WPCL-13640/1。

### 解説
2024年10月23日に10年ぶりとなった通算12枚目のオリジナル・アルバム『Precious Days』をリリースし、翌年2025年から11年ぶりとなった全国アリーナツアー『souvenir 2025 mariya takeuchi live supported by airweave』の開催を記念し発売された、『Precious Days』とそのデラックス盤であるDVD・Blu-rayに収録されたライブ音源をCD化したものがセットになった2枚組である。

### 収録曲
- Disc 1の収録曲、解説ついては、『Precious Days#収録曲』、『Precious Days#曲解説』を参照されたい。

| 全編曲: 山下達郎。 | |                  |                  |       |
| #                  | タイトル | 作詞             | 作曲             | 時間  |
| 1.                 | 「待っているわ」(2020年11月20日Zepp Tokyo「LIVE Turntable」より)                                                       | 竹内まりや       | 竹内まりや       | 3:52  |
| 2.                 | 「September」(2020年11月20日Zepp Tokyo「LIVE Turntable」より)                                                          | 松本隆           | 林哲司           | 4:32  |
| 3.                 | 「五線紙」(2020年11月20日Zepp Tokyo「LIVE Turntable」より)                                                             | 安部恭弘         | 松本隆           | 3:45  |
| 4.                 | 「OH NO, OH YES!」(2020年11月20日Zepp Tokyo「LIVE Turntable」より)                                                     | 竹内まりや       | 竹内まりや       | 5:43  |
| 5.                 | 「静かな伝説」(2020年11月20日Zepp Tokyo「LIVE Turntable」より)                                                         | 竹内まりや       | 竹内まりや       | 5:45  |
| 6.                 | 「幸せのものさし」(2020年11月20日Zepp Tokyo「LIVE Turntable」より)                                                     | 竹内まりや       | 竹内まりや       | 5:22  |
| 7.                 | 「All I Have To Do Is Dream」(2020年11月20日Zepp Tokyo「LIVE Turntable」より)                                          | Boudleaux Bryant | Boudleaux Bryant | 2:49  |
| 8.                 | 「すてきなヒットソング」(2020年11月20日Zepp Tokyo「LIVE Turntable」より)                                               | 竹内まりや       | 竹内まりや       | 3:01  |
| 9.                 | 「家に帰ろう (マイ・スイート・ホーム)」(2012年9月2日山中湖交流プラザきらら「Space Shower Sweet Love Shower 2012」より) | 竹内まりや       | 竹内まりや       | 5:26  |
| 10.                | 「元気を出して」(2012年9月2日山中湖交流プラザきらら「Space Shower Sweet Love Shower 2012」より)                        | 竹内まりや       | 竹内まりや       | 4:42  |
| 11.                | 「みんなひとり」(2010年12月4日日本武道館「souvenir again mariya takeuchi live 2010」より)                              | 竹内まりや       | 竹内まりや       | 4:36  |
| 12.                | 「プラスティック・ラブ」(2014年12月20日日本武道館「souvenir 2014」より)                                                | 竹内まりや       | 竹内まりや       | 5:30  |
| 13.                | 「駅」(2014年12月20日日本武道館「souvenir 2014」より)                                                                  | 竹内まりや       | 竹内まりや       | 5:37  |
| 14.                | 「人生の扉」(2010年12月21日大阪城ホール「souvenir again mariya takeuchi live 2010」より)                               | 竹内まりや       | 竹内まりや       | 5:49  |
| 15.                | 「いのちの歌」(2014年12月13日大阪城ホール「souvenir 2014」より)                                                        | 竹内まりや       | 村松崇継         | 4:27  |
| 合計時間:          | 合計時間: | 合計時間:        | 合計時間:        | 71:04 |